# Interval harmònic
Un interval harmònic és l'interval que es dona entre dues notes que sonen alhora; es denomina així atès que l'estudia l'harmonia i ve regulat, igualment, per les lleis i les normes de l'harmonia.
No és necessari que els dos sons comencin i/o acabin alhora. Així, una veu o un instrument pot mantenir una nota mentre una altra veu o instrument produeix diferents notes, de manera que en aquest temps els intervals harmònics formats van variant.
La classificació més habitual dels intervals harmònics és en intervals consonants o dissonants, en funció de la sensació que aquesta coincidència de sons i la relació entre ells produeixi a l'oïda. No cal dir que aquesta sensació és totalment cultural, la qual cosa fa que la teorització sobre què és consonant i què és dissonant hagi estat subjecte a canvis.
També, sol estar associat al concepte d'harmonia, que són el seguit d'intervals harmònics.